# Там, где чисто, светло
«Там, где чисто, светло» (англ. A Clean, Well-Lighted Place) — рассказ Эрнеста Хемингуэя, вышедший в 1933 году. Повествует о небольшом кафе и разговоре двух официантов, о их разных взглядах на жизнь.

## Сюжет
Двое официантов говорят о старике, который приходит каждый вечер в их кафе, пьёт коньяк и не хочет уходить. Из их разговора выясняется, что старик на прошлой неделе пытался покончить жизнь самоубийством, но племянница вынула его из петли. Молодой официант торопится домой к жене и старается выпроводить старика из кафе. Но старший официант объясняет молодому то, что ему каждый вечер не хочется закрывать заведение, так как оно кому-нибудь очень нужно. И в отличие от других ночных кабачков, здесь чисто, опрятно и яркий свет. После этого пожилой официант отправляется домой и размышляет о том, что страха нет и кроме света человеку ничего не надо, только чистоты и порядка.